# اکسیابرسکی
اکسیابرسکی (به لاتین: Akciabrski) یک منطقهٔ مسکونی در بلاروس است که در منطقه گومل واقع شده‌است.

## خصوصیات
اکسیابرسکی ۷٬۳۰۰ نفر جمعیت دارد.